# Park wiejski w Zielonkach
Park wiejski w Zielonkach – park położony jest w rejonie tzw. Marszowca; jest to część południowa Gminy Zielonki (a na wschód od samych Zielonek), przy granicy z Krakowem. Jego powierzchnia wynosi 2 ha 54 a.
Pierwotnie na terenie na którym obecnie jest lokalizowany park znajdowała się cegielnia, która wydobywała surowce naturalne. Zakład ten eksploatował złoża surowców ilastych. Główną bazą surowca były iły mioceńskie oraz lessy i piaski czwartorzędowe, które zalegały w nakładzie. Cegielnia ta powstała około 1900 roku. Eksploatacja trwała do 1997, a ponieważ stosowano tutaj metodę odkrywkową, to w wyniku wydobywania surowców powstały wyrobiska które po pewnym czasie wypełniły się wodą. Część osób twierdziło, że przyczyniła się do tego góra, która znajdowała się w rejonie Marszowca. Góra ta była bardzo nawodniona i z tego właśnie terenu wody podskórne spływały w dół i wypełniły powstałe wyrobiska. Początkowo mieszkańcy Zielonek uważali że woda ta posiada specyficzne właściwości zdrowotne i kąpali się w niej, z czasem jednak wyrobiska te częściowo zarosły zielenią i przekształciły się w stawy, ale nadal stanowiły dla tutejszych mieszkańców teren rekreacji przez lata.
W międzyczasie – na przełomie lat 60. i 70. – miasto Kraków wykorzystało wyrobiska, a zwłaszcza pierwsze z dostępem do drogi jako wysypisko śmieci, które następnie zasypano kilkumetrowa warstwą ziemi i gruzu.
W 1993 roku uchwalono Miejscowy Plan Ogólny Zagospodarowania Przestrzennego dla Gminy Zielonki i w początkowym zamierzeniu projektanta tego planu było wykorzystanie terenu dawnej cegielni oraz wysypiska śmieci jako element scalający Park Krajobrazowy Dolinki Krakowskie w Zielonkach z Krakowem, a dokładnie z Doliną Prądnika. Jednak pomysł ten spotkał się z wyraźnym sprzeciwem ludności i na skutek nacisków lokalnych społeczności, przerwano planowany pas zieleni i w części tego miejsca pojawiły się tereny o charakterze budowlanym. W tej sytuacji trudno było sprecyzować przeznaczenie pozostałej części terenu, gdyż znajdowały się tutaj zarówno stawy jak i częściowo zasypane wyrobiska, a nie mogły być one też w całości wykorzystane jako tereny budowlane ze względów technicznych, gdyż tereny te były terenami nasypowymi o kilkunastometrowej warstwie nasypowej. Ostatecznie ten obszar gry inwestycyjnej, zaliczono po raz pierwszy do obszarów które umożliwiały lokalizację zieleni publicznej.
W roku 1998 Rada Gminy zdecydowała o przeznaczeniu działki gminnej obejmującej część terenu dawnej cegielni a dokładnie wysypiska pod inwestycję "Park Wiejski w Zielonkach", a pozostała część terenu cegielni została sprzedana przez Zakład Ceramiki prywatnym osobom.

## Koncepcja parku
Pierwotna koncepcja inwestycji "Parku wiejskiego" z 1998, zakładała, że od strony północnej granicę Parku stanowić będzie droga wojewódzka Zielonki – Bibice. Od tej strony planowało się parking dla samochodów oraz budynek toalet publicznych i szatni dla kortów tenisowych. Korty umiejscowione w tym rejonie to dwa pola do gry oraz niewielkie trybuny i ściana treningowa. Obok planowany był plac zabaw dla dzieci i altana. Dalszą część Parku miała stanowić przestrzeń małego "błonia" i staw z roślinnością wodną. Nad węższą częścią stawu planowano mostek ciągu pieszego o charakterze komunikacyjnym łączący osiedle z resztą wsi. Nawierzchnia tego ciągu miała być nawierzchnią asfaltową dla rozróżnienia od ciągów o charakterze rekreacyjnym, dla których planowano nawierzchnie z kostki brukowej. W południowej stronie Parku planowano stworzenie ogródka skalnego z charakterystycznymi dla tego terenu skałkami wapiennymi i naturalną roślinnością lokalna oraz ogród wrzosowiskowy. Całość założenia miała być obsadzona zielenią wysoką liściastą z akcentami drzew szpilkowych. Nie planowano ogrodzenia Parku z wyjątkiem terenu kortów i placu zabaw dla dzieci. Jednak projekt ten nie został zrealizowany.
We wrześniu 2006 roku został sporządzony nowy projekt "Parku" przez architekta Miłosza Łuckiego. Zgodnie z projektem zagospodarowania tego terenu obszar został podzielony na kwadratowe kwartały, wzdłuż których poprowadzono podstawowe żwirowe ścieżki piesze. Niezależnie od tego wytyczono dwie ścieżki o nieregularnym kształcie okalające cały teren. W te podstawowe osie kompozycyjno-komunikacyjne wpisano elementy funkcjonalne oraz zieleń. Jeżeli chodzi o rozwiązania funkcjonalne, to przyjęto zasadę, że dwie najdłuższe ścieżki są głównymi ciągami spacerowymi. Mają one charakter alei, podkreślony drzewami nasadzonymi w szpalerze oraz zdublowaniem ścieżek. Pomiędzy nimi w osobnych kwartałach znajdują się: boisko do siatkówki i koszykówki, plac zabaw dla dzieci oraz pagórek, będący akcentem krajobrazowym – punktem widokowym lub w zimie górką saneczkową dla dzieci.

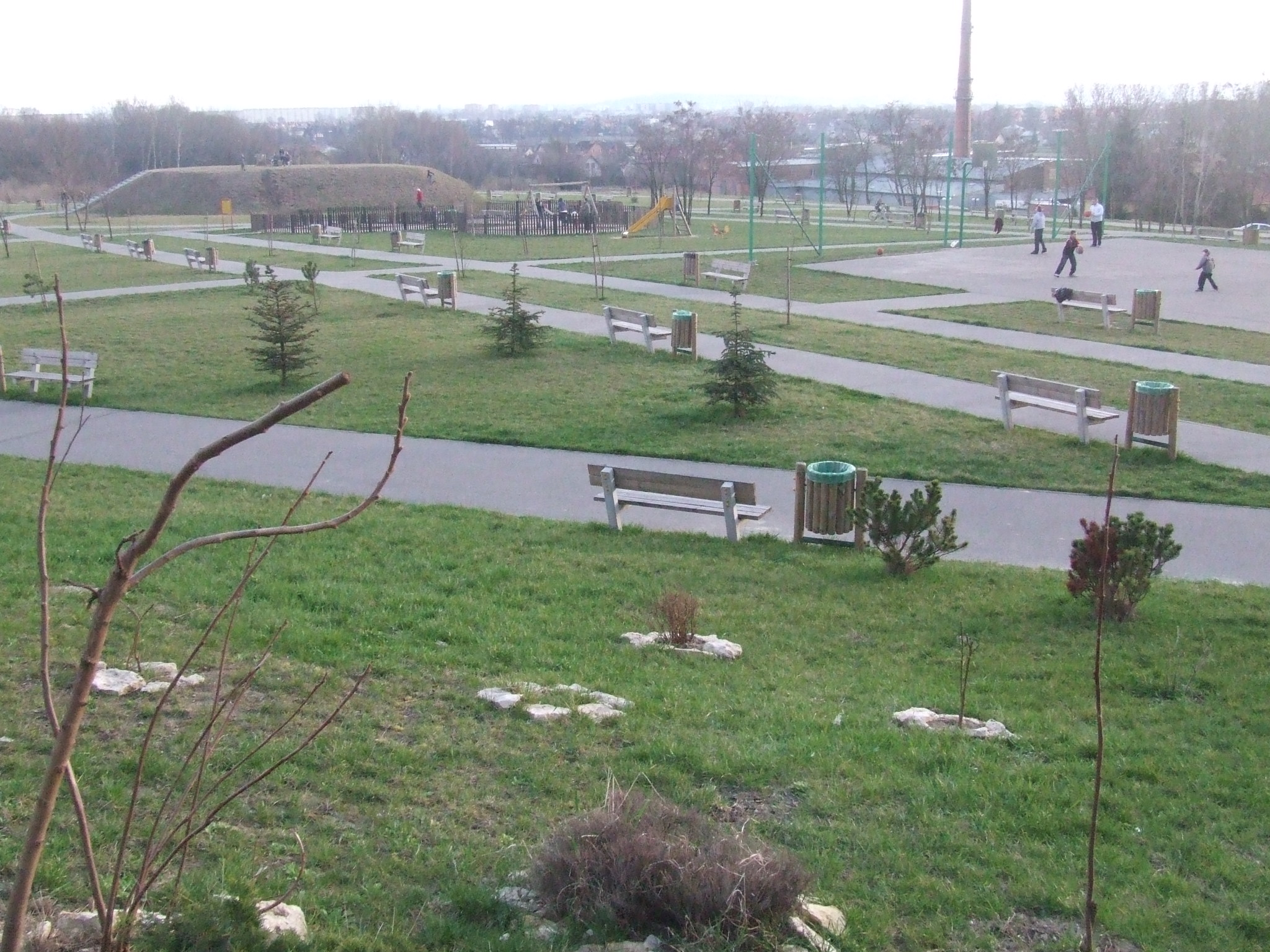
Park w gminie Zielonki